# Stein Kristian Strand
Stein Kristian Strand (21 luglio 1979) è un ex sciatore alpino norvegese.

## Biografia
Strand, originario di Oppdal, è figlio di Bjarne, a sua volta sciatore alpino; attivo dal gennaio del 1995, esordì in Coppa Europa il 12 dicembre 1996 a Obereggen in supergigante (67º) e in Coppa del Mondo il 7 dicembre 2001 a Val-d'Isère nella medesima specialità (30º). Nel massimo circuito internazionale ottenne il miglior piazzamento il 21 gennaio 2002 a Kitzbühel in combinata (6º) e prese per l'ultima volta il via il 3 marzo successivo a Kvitfjell (48º); si ritirò al termine della stagione 2002-2003 e la sua ultima gara fu lo slalom gigante dei Campionati norvegesi 2003, disputato il 24 marzo a Oppdal e non completato da Strand. Non prese parte a rassegne olimpiche o iridate.

## Palmarès

### Coppa del Mondo
- Miglior piazzamento in classifica generale: 91º nel 2002

### Coppa Europa
- Miglior piazzamento in classifica generale: 92º nel 2002

### Campionati norvegesi
- 1 medaglia:
  - 1 bronzo (slalom gigante nel 2002)